# Кековат
Кековат — титул правителя левого крыла в Ногайской Орде, отвечавшего за охрану восточных границ, третья по рангу должность после бия и нурадина (после введения должности тайбуги в конце XVI века — четвертая). Пост кековата был введен ногайскими мирзами в 1537 г. для управления кочевьями на территории Западного и Центрального Казахстана.
Название титула происходит от имени сына Идигея — Кей-Кобада.